# Novîi Mîr, Simferopol
Novîi Mîr (în ucraineană Новий Мир) este un sat în comuna Rodnîkove din raionul Simferopol, Republica Autonomă Crimeea, Ucraina.

## Demografie
Componența lingvistică a localității Novîi Mîr
     Rusă (64,89%)
     Ucraineană (17,92%)
     Tătară crimeeană (17,19%)
Conform recensământului din 2001, majoritatea populației localității Novîi Mîr era vorbitoare de rusă (64,89%), existând în minoritate și vorbitori de ucraineană (17,92%) și tătară crimeeană (17,19%).